# Selaginella barnebyana
Selaginella barnebyana är en mosslummerväxtart som beskrevs av Valdespino. Selaginella barnebyana ingår i släktet mosslumrar, och familjen mosslummerväxter. Inga underarter finns listade i Catalogue of Life.